# Рифтове озеро

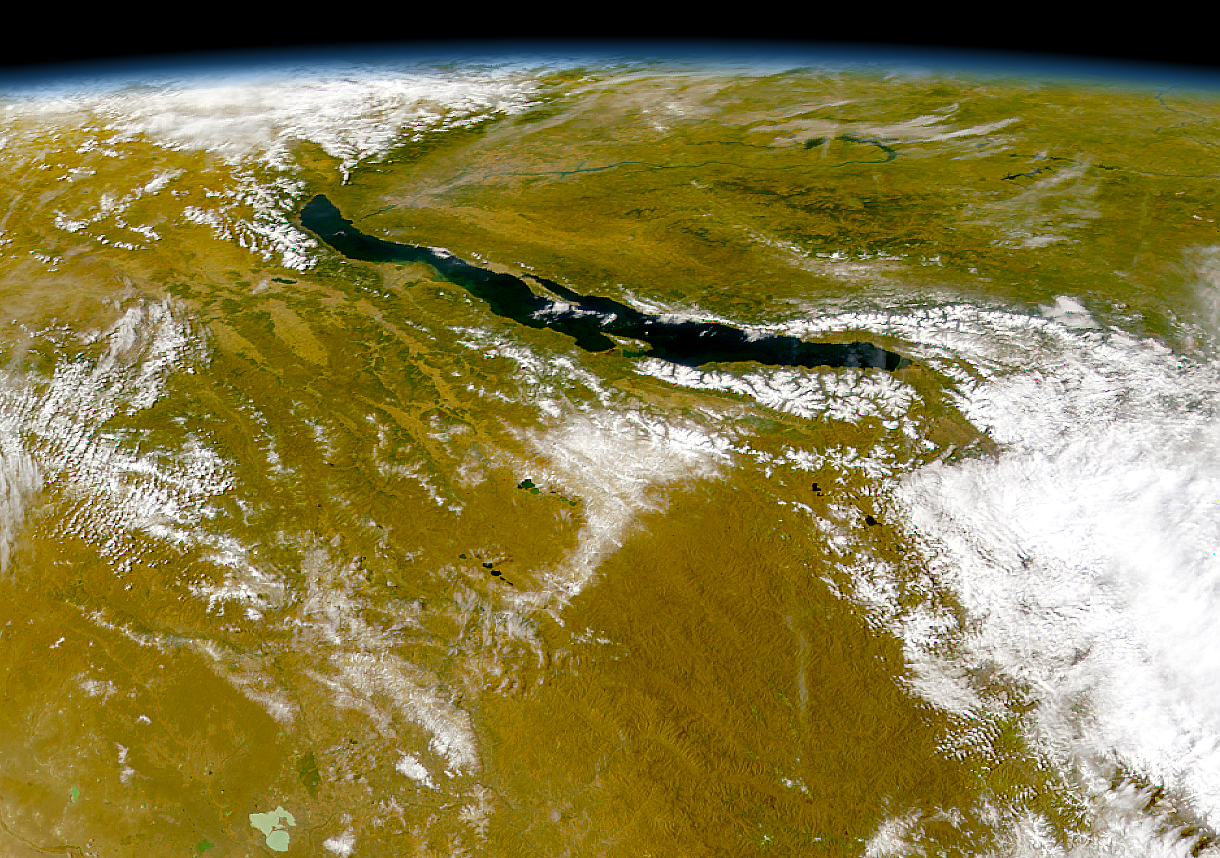
Озеро Байкал з космосу SeaWiFS

Рифтове озеро (англ. lake of rift-valley, fault-basin lake, graben lake; нім. Grabenbruchsee m, Grabentalsee m) — озеро в западинах скидового походження. Займає грабени, рифтові долини. Наприклад, група озер (Танганьїка, Ньяса, Туркана та ін.) в Східно-Африканській рифтовій системі.

## Приклади
- Озера Великої Рифтової долини, Східна Африка
- Байкал — озеро у Сибіру ( Росія).
- Озеро Восток в Антарктиді
- Балатон — озеро, популярний курорт ( Угорщина).
- Оркадіанські озера — рифтові озера, що утворилися в середньому девоні (північна  Шотландія).
- Тіміскамінг — озеро на межі провінцій  Онтаріо та  Квебек ( Канада).